# アルセーノ
アルセーノ（伊: Alseno）は、イタリア共和国エミリア＝ロマーニャ州ピアチェンツァ県にある、人口約4,700人の基礎自治体（コムーネ）。

## 地理

### 位置・広がり

#### 隣接コムーネ
隣接するコムーネは以下の通り。括弧内のPRはパルマ県所属を示す。
- ベゼンツォーネ
- ブッセート (PR)
- カステッラルクアート
- フィデンツァ (PR)
- フィオレンツオーラ・ダルダ
- サルソマッジョーレ・テルメ (PR)
- ヴェルナスカ

### 気候分類・地震分類
アルセーノにおけるイタリアの気候分類 (it) および度日は、zona E, 2605 GGである。
また、イタリアの地震リスク階級 (it) では、zona 3 (sismicità bassa) に分類される。

## 行政

### 分離集落
アルセーノには、以下の分離集落（フラツィオーネ）がある。
- Castelnuovo Fogliani, Chiaravalle della Colomba, Cortina, Lusurasco, Caselle, Badone di Sotto, Borio, Calcinara, Case Boccelli, Case Garibaldi, Case sparse, Fellegara, Garibaldi, Stazione di Alseno

## 記念物と見所
- キアラヴァッレ・デッラ・コロンバ修道院 (it:Abbazia di Chiaravalle della Colomba)